# Antylopowiec szablorogi
Antylopowiec szablorogi (Hippotragus niger) – gatunek ssaka z rodziny wołowatych zamieszkujący porośnięte lasem sawanny Afryki Wschodniej, południowej Kenii i Afryki Południowej. Nie jest zagrożony wyginięciem.

## Występowanie
Antylopowiec szablorogi zamieszkuje sawanny południowej połowy Afryki – od południowo-wschodniej Kenii, wschodniej Tanzanii i Mozambiku, przez Angolę, południową Demokratyczną Republikę Konga i Zambię, po Zimbabwe i północną Południową Afrykę. Spotykany na obszarach chronionych, takich jak: Shimba Hills National Reserve w Kenii, Park Narodowy Ruaha i rezerwat Selous w Tanzanii, Park Narodowy Kafue i Park Narodowy Mweru Wantipa w Zambii, Park Narodowy Hwange i Park Narodowy Kazuma Pan w Zimbabwe, czy Park Narodowy Krugera w Południowej Afryce.

## Morfologia

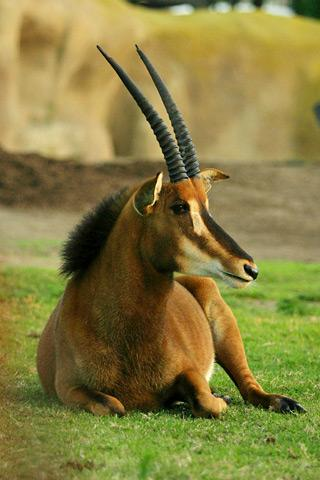
Samica

Antylopowiec szablorogi osiąga 120 do 140 centymetrów wysokości i waży 200 do 235 kilogramów, samce są większe od samic. Samice antylopy szablorogiej są kasztanowe lub ciemnobrązowe. Dojrzałe samce są wyraziście czarne. Obie płcie mają białe podbrzusze, białe policzki i białą brodę. Mają kudłatą grzywę na odwrocie swojej szyi. Antylopowce szablorogie mają imponujące, zakrzywione do tyłu rogi, które u samic osiągają do metra, a u osobników męskich mogą dochodzić nawet do ponad półtora metra. Sierść czarna u samców, brązowa u samic, kremowy pysk, czarna grzywa na karku, długie, ostre rogi.

### Wymiary
- Długość ciała do 190–255 cm[5]
- Ogon do 70 cm
- Wysokość w kłębie 120–142 cm[4]
- Masa ciała – 200–235 kg[4]

## Tryb życia
Antylopowce szablorogie zamieszkują porośniętą lasem sawannę w pobliżu wody, gdzie odżywiają się trawą i liśćmi. Prowadzą dzienny tryb życia są mniej ruchliwe podczas gorących dni. Antylopowce szablorogie gromadzą się w stada liczące od 15 do 25 samic i cieląt prowadzonych przez dominującego samca. Samce walczą między sobą – opadają na kolana i używają swoich szablastych rogów. Żyją do 16 lat na wolności, 19 – w niewoli.
Antylopowiec szablorogi był przedstawiony w herbie Rodezji (współcześnie Zimbabwe) oraz w godle istniejącej w latach 1953–1963 Federacji Rodezji i Niasy.